# 下文州
下文州，是明代交阯承宣布政使司諒山府下轄的一個州，後陷入安南，治所約在今越南位於其穹江左岸的今文淵縣部分地方。

## 沿革
- 永樂五年六月癸未朔（1407年7月5日）置，隸諒山府[2]。
- 永樂十七年三月十九日（1419年4月13日），設下文州儒學[3]。
- 永樂十七年九月十四日（1419年10月3日），併下文州入上文州[4]。
- 天順二年，其州歸附土官黃鐸，任河南汝州知州，恊同流官辦事[5]。